# Dschijde
Dschijde (kirgisisch Жийде, russisch Джийде) ist ein Dorf im Oblus Osch (Kirgisistan) mit 3347 Einwohnern (Stand 2022). Es ist Teil des Rajon Ösgön. Das Dorf wurde 1870 gegründet.

## Geographie
Das Dorf liegt auf 1285 m. Das Zentrum des Rajons, Ösgön, liegt 23 km entfernt.

## Bevölkerung
| Jahr | Einwohner |
| ---- | --------- |
| 1999 | 2005      |
| 2009 | 3021      |
| 2022 | 3347      |